# Glirarium

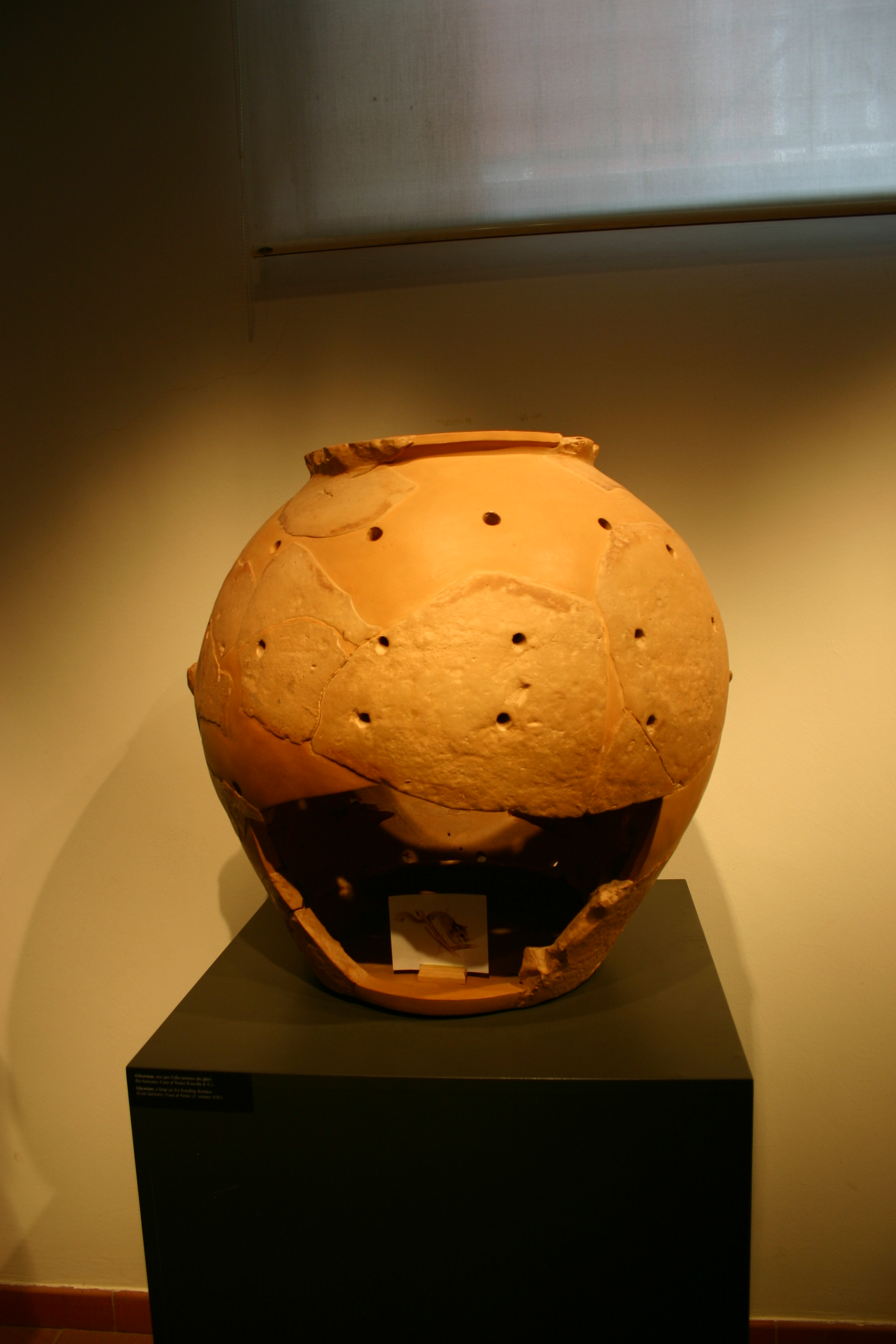
un glirarium esposto al museo archeologico nazionale di Chiusi

Il glirario  o glirarium (pl. gliraria) era un contenitore in terracotta (dolium) formato da vari scomparti utilizzato per l'allevamento dei ghiri ad uso alimentare. Il consumo di questi animaletti, nel periodo etrusco e successivamente in quello romano, era particolarmente apprezzato.

## Descrizione

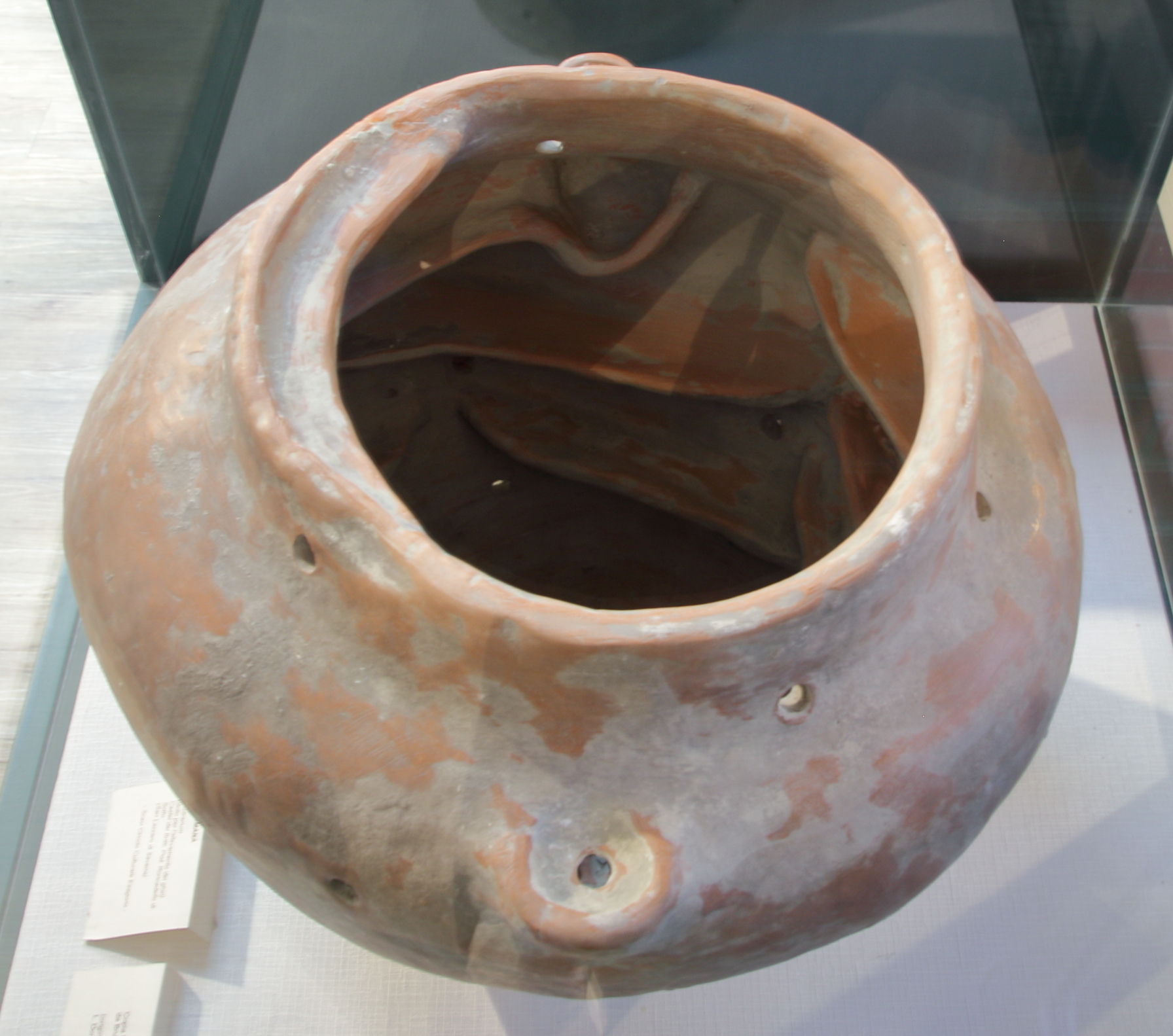
L'interno di un gliarium esposto al Museo archeologico di Monterenzio

Il contenitore è costituito da un vaso, generalmente in terracotta, bucherellato per consentire il passaggio dell'aria e chiuso da un coperchio sulla sommità. All'interno erano presenti due o più ripiani in terracotta posti contro le pareti dello stesso e altri buchi sul fondo del vaso, in genere più numerosi di quelli ai lati. Tale struttura, facendo rimanere i ghiri al buio, facilitava il sonno.

## Musei dove sono esposti reperti
Dei gliraria sono esposti in vari musei archeologici, ad esempio al museo archeologico nazionale di Chiusi, al museo civico archeologico di Castro dei Volsci o ancora al museo archeologico Luigi Fantini di Monterenzio. Un gliarium fa parte delle collezioni del museo della preistoria Luigi Donini di San Lazzaro di Savena. Uno è esposto nel borgo fantasma della città di Celleno.